# Xã English, Quận Jersey, Illinois
Xã English (tiếng Anh: English Township) là một xã thuộc quận Jersey, tiểu bang Illinois, Hoa Kỳ. Năm 2010, dân số của xã này là 487 người.